# 豊川市立天王小学校
豊川市立天王小学校（とよかわしりつ てんのうしょうがっこう）は、愛知県豊川市牛久保町にある公立小学校。

## 校区
- 校区は中条町（河原堂、坂下の一部を除く）、 牛久保町（天王下・水金剛）、下長山町（上アライの一部）、美和通1丁目、美和通2丁目（一部）、千歳通2・3丁目（一部）、塔ノ木町1丁目（一部）、塔ノ木町2丁目（一部）、金塚町、松風町、駅前通4丁目、正岡町（一部）、行明町、柑子町、瀬木町（一部）、西嶋町であり、公立中学校に進む場合は豊川市立南部中学校に進学する[2]。

## 沿革
- 1974年（昭和49年）
  - 4月1日 - 豊川市立牛久保小学校から分離し、開校。
  - 4月3日 - 開校式を行う。
- 1975年（昭和50年） - プールが完成する。

## 交通アクセス
- 名鉄豊川線稲荷口駅下車、徒歩約10分。
- JR東海飯田線牛久保駅下車、徒歩約10分。

## 周辺施設
- 豊川市立南部中学校
- 豊川市立牛久保小学校
- 豊川市立中部小学校
- 名鉄豊川線稲荷口駅
- 飯田線牛久保駅